# Pleidae
Famille
Les Pleidae sont une famille d'insectes de l'ordre des hémiptères, du sous-ordre des hétéroptères (punaises). Ces animaux aquatiques sont de petite taille. Ils sont voisins des notonectes.

## Description
Punaises aquatiques, nageant généralement sur le dos, à corps ovale, robuste, et au dos fortement convexe. Elles ont des antennes très courtes, de trois articles, invisibles depuis en dessus, un rostre plurisegmenté, des yeux petits à moyens, un vertex large et sans ocelles. Le dessus de la tête n'est pas fusionné avec le pronotum, et la séparation entre les deux est droite. Le scutellum est assez grand. L'apex de l'abdomen ne présente pas de processus respiratoire. Les pattes sont toutes identiques, les postérieures ne sont pas modifiées en pales natatoires, ni les antérieures en pattes ravisseuses avec des fémurs épaissis. Les tarses antérieurs et médians ont deux ou trois segments, les postérieurs, trois. La taille est en général 1 à 3 mm,.

## Répartition et habitat
Cette famille a une répartition cosmopolite, mais est principalement présente dans les zones tropicales d'Asie et d'Amérique. Elles vivent dans les eaux calmes.   

## Biologie
Ces punaises sont prédatrices et se nourrissent de larves de moustiques, et d'autres invertébrés, tels que des ostracodes ou des daphnies. Elles nagent sur le dos, en ramant avec les pattes. Toutefois, elles semblent préférer marcher sur ou à travers les plantes submergées.

## Galerie

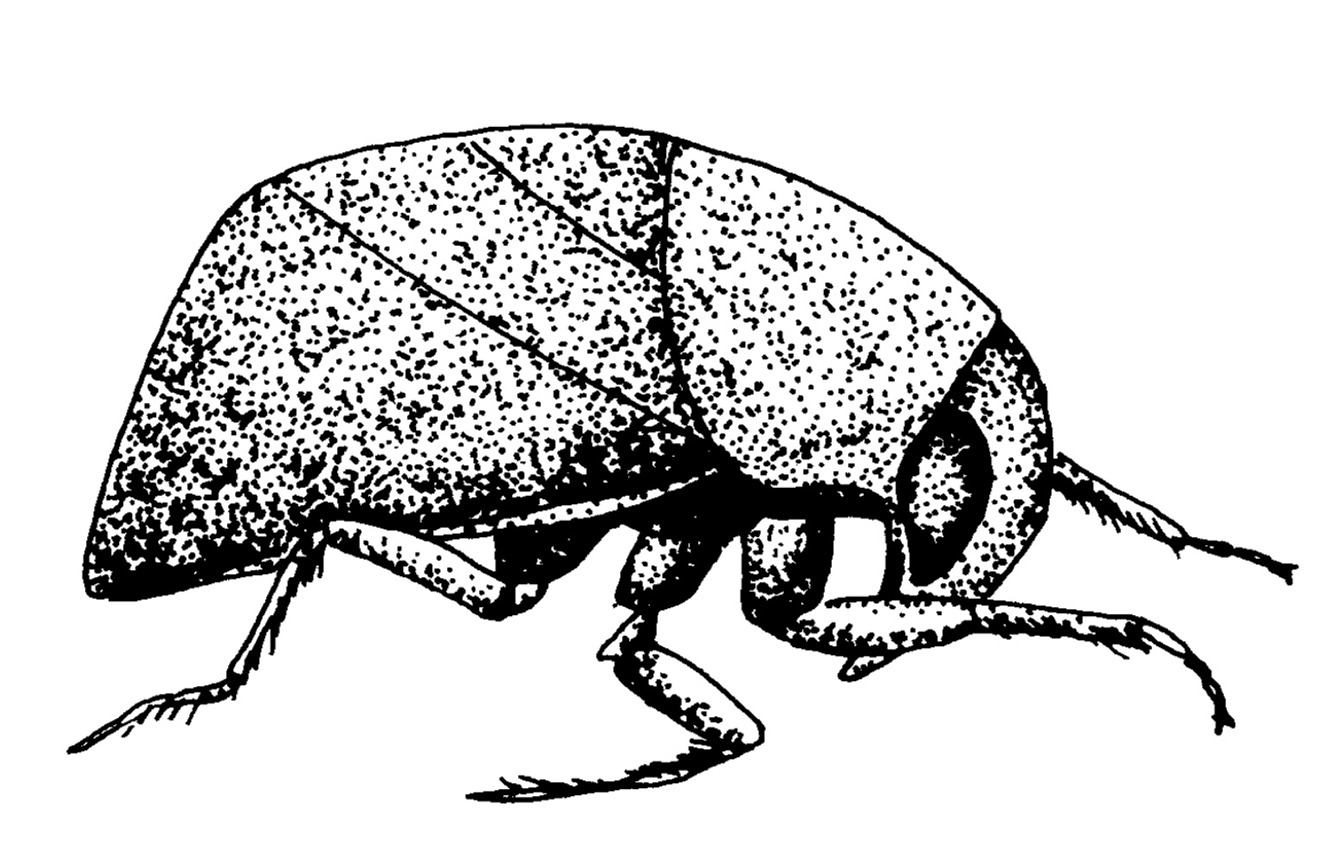
Plea minutissima, dessin
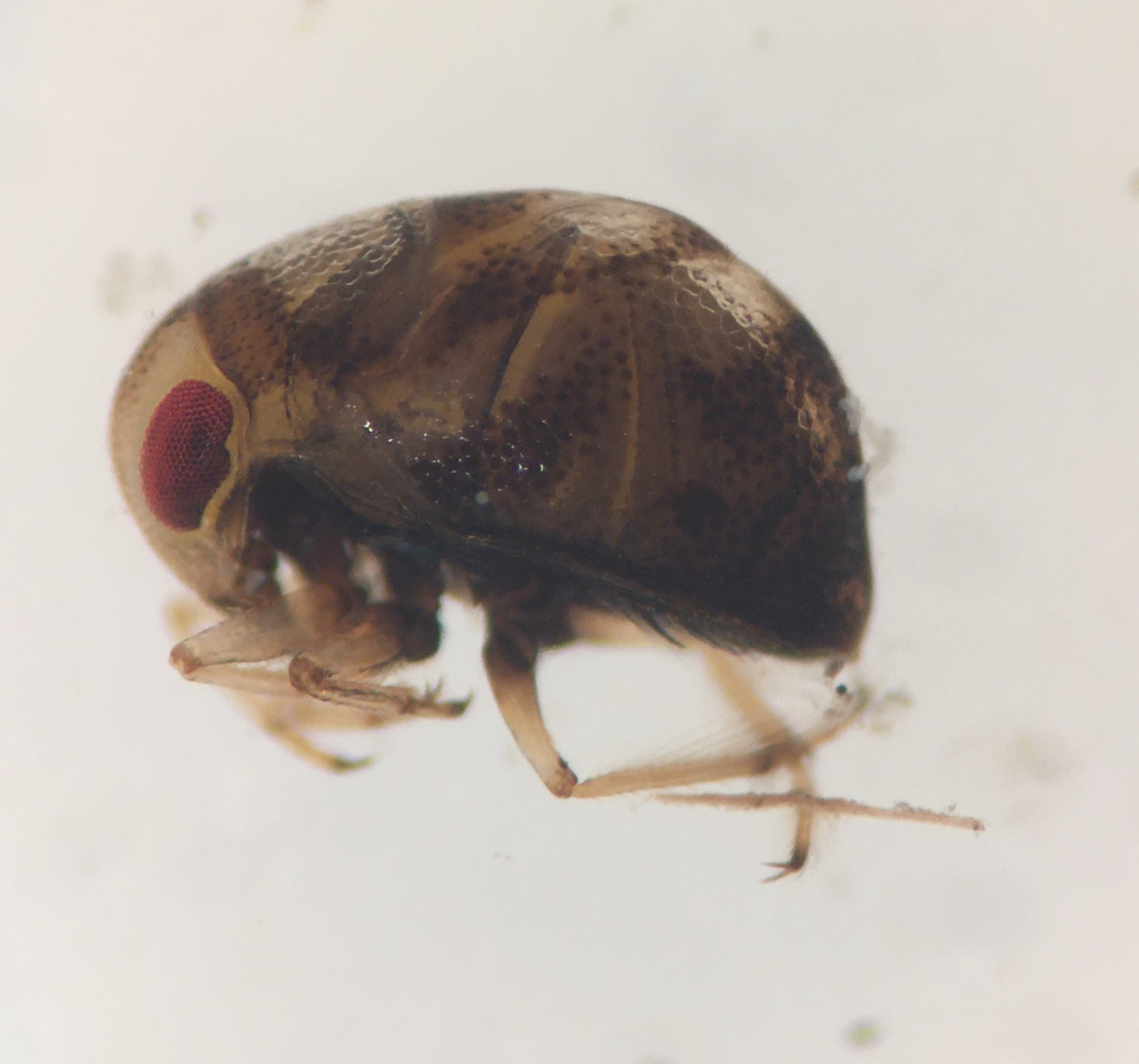
Neoplea striola, Caroline du Nord (USA)
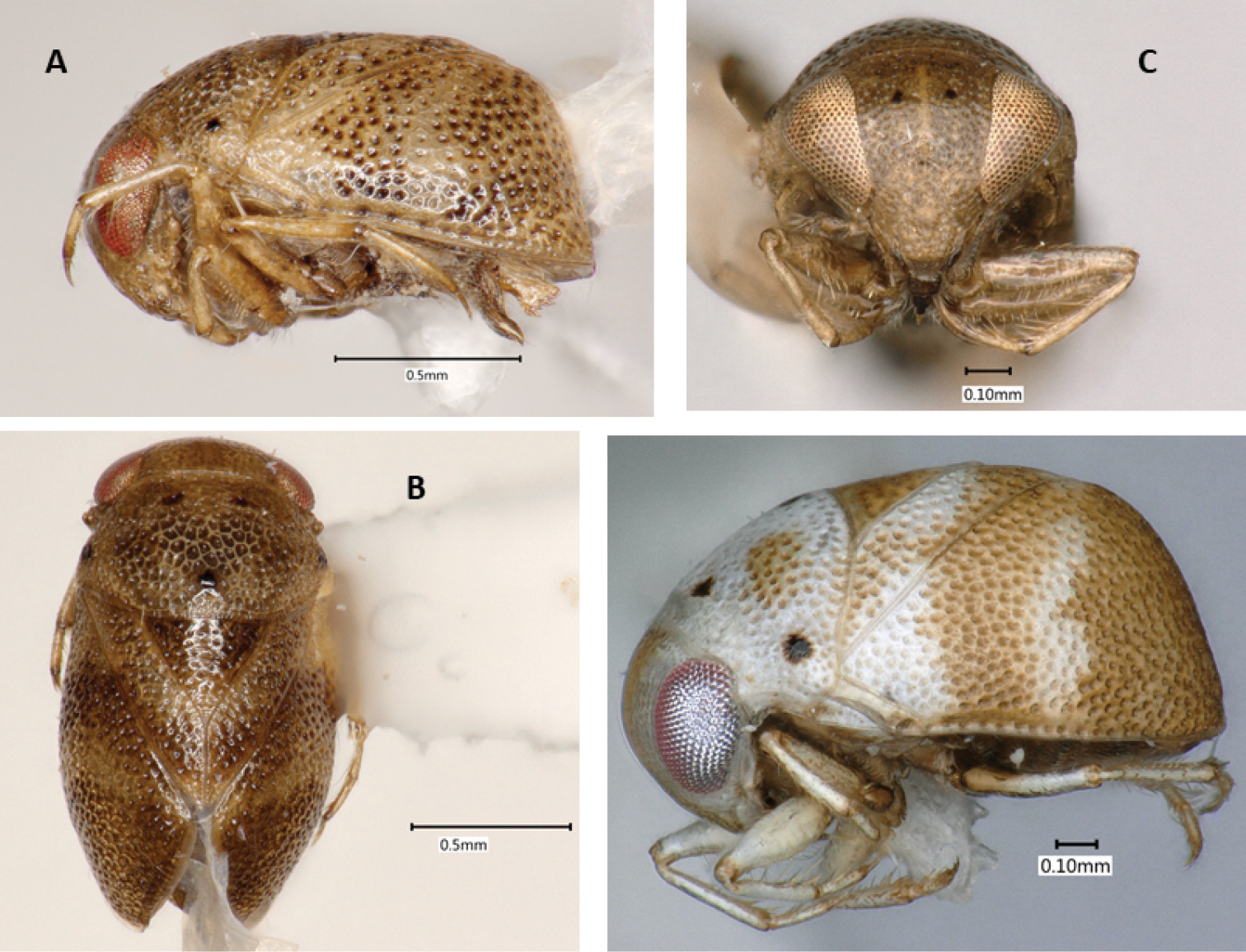
Paraplea liturata, Thaïlande
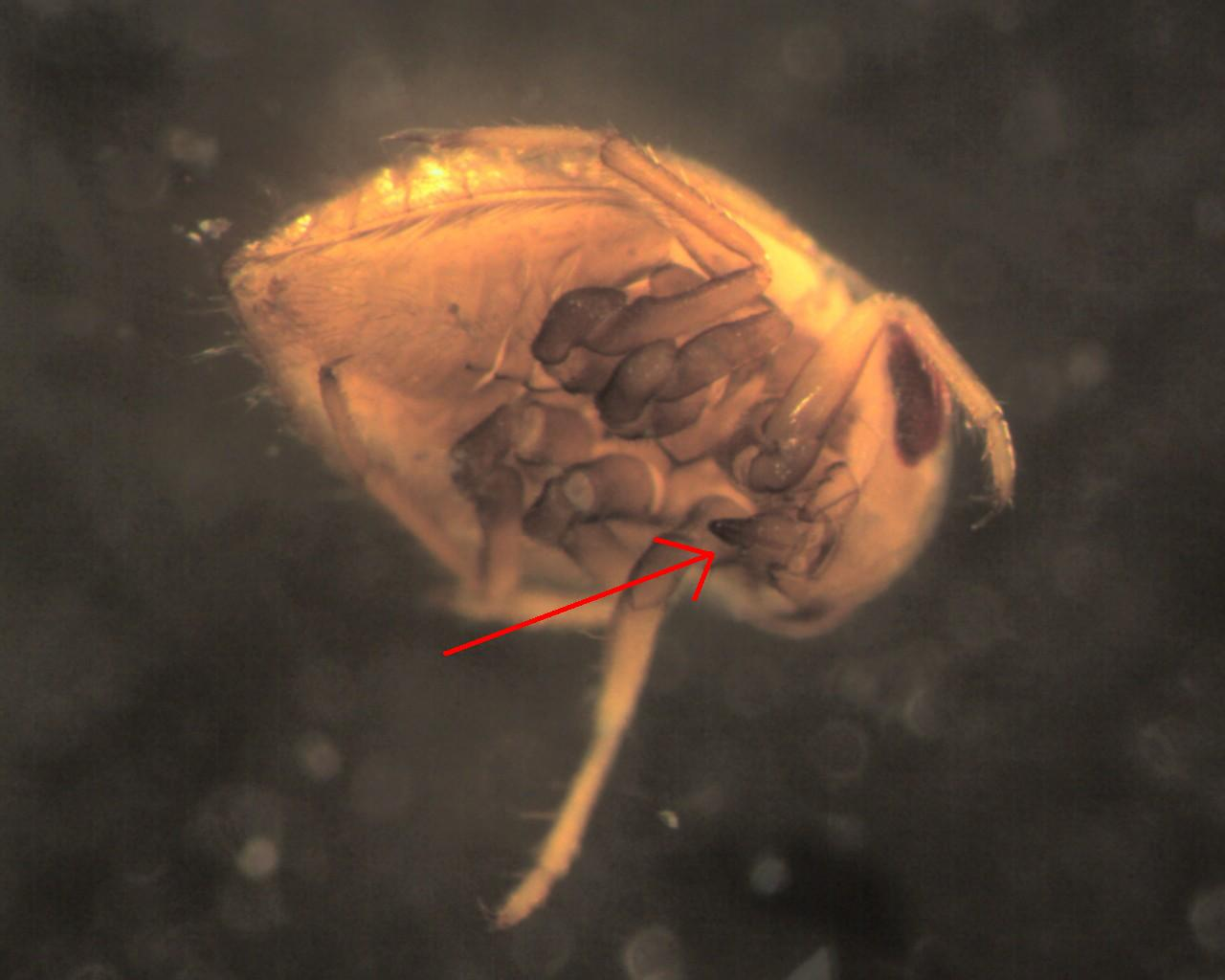
Pleidae, vue d'en dessous montrant le rostre segmenté (flèche)

## Systématique
La famille a été décrite par le naturaliste tchèque Franz Xaver Fieber en 1851, mais a reçu le statut de famille par Esaki & China en 1927. Elle contient 4 genres, avec 41 espèces (selon ITIS (14 avril 2022)). Elle est classée aujourd'hui dans la super-famille des Pleoidea avec les Helotrephidae, après l'avoir été dans les Notonectoidea.   

### Nom vernaculaire
En anglais : « Pygmy Backswimmers », ce qui signifie « minuscules nageurs sur le dos ».

### Taxinomie
Liste des genres et espèces
Selon ITIS (14 avril 2022) :
- genre Heteroplea Cook, 2011, 4 espèces d'Amérique du Sud
- genre Neoplea Esaki & China, 1928, 17 espèces en Amérique du Sud, centrale et du Nord
- genre Paraplea Esaki & China, 1928, 19 espèces, surtout en Asie du Sud, mais aussi en Amérique du N, centrale, Caraïbes, Afrique.
- genre Plea Leach, 1817, une seule espèce, Plea minutissima (Leach, 1817)  (Europe, Asie du S, Afrique)

Genre et espèce présents en Europe
Selon Fauna Europaea (27 novembre 2021) :
- seul genre européen Plea Leach, 1817
  - seule espèce Plea minutissima Leach, 1817